# Walfroy le Stylite
Pour les articles homonymes, voir Walfroy.
Saint Walfroy le Stylite, ou Vulflaïc, né vers 565 et mort vers 600, est considéré comme l'apôtre des Ardennes. Le culte, qu'on lui rendait localement, très important au XIXe siècle, était l'occasion d'un grand pèlerinage qui attire encore des pèlerins au mont Saint-Walfroy où se trouve son tombeau.

## Histoire

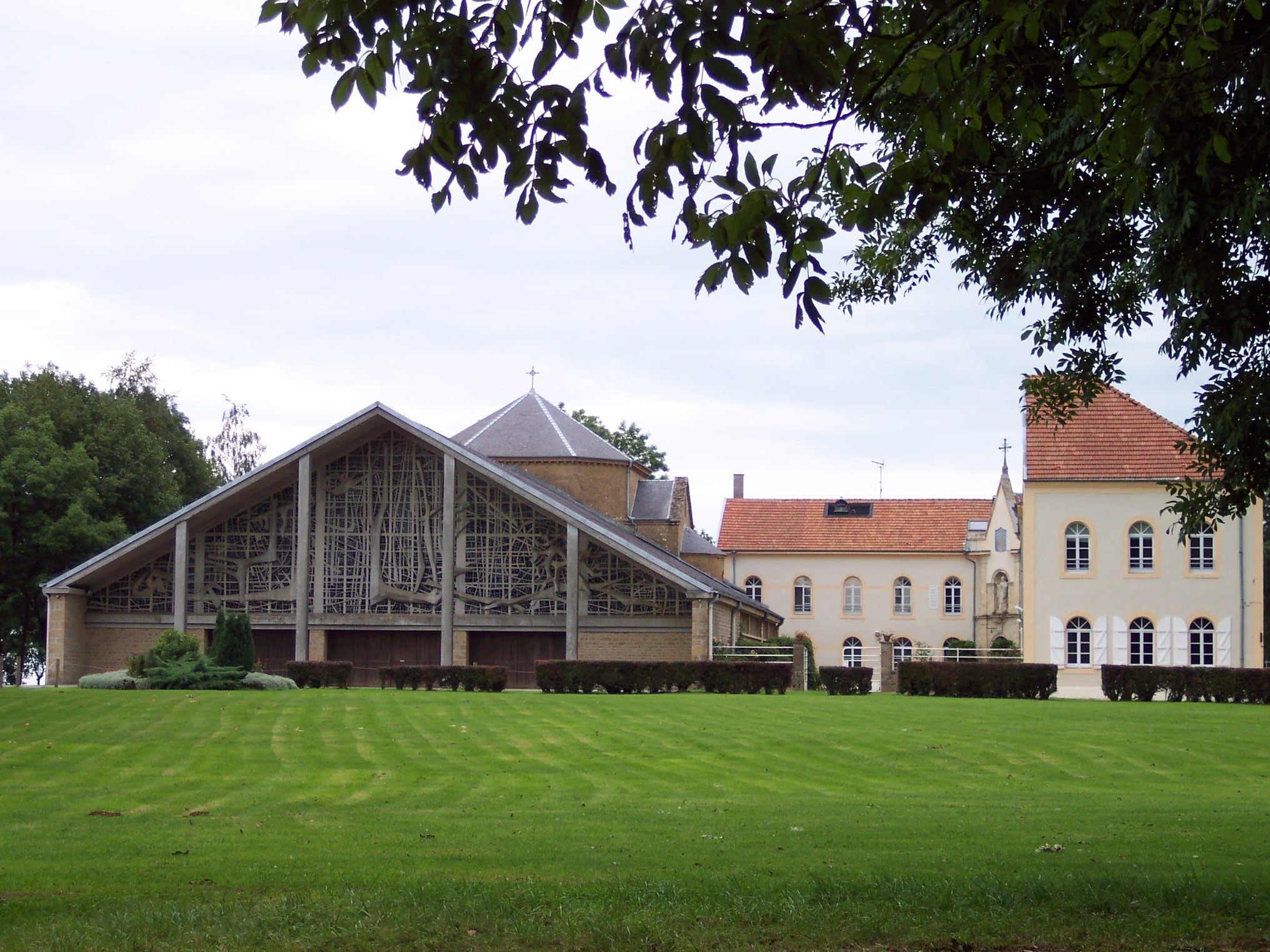
Ermitage Saint-Walfroy, près de Margut

Né vers 565, aux temps des rois mérovingiens, Vulfilaïc devient le diacre Walfroy, disciple de Saint Martin. Venu de Lombardie, il s'établit définitivement dans le pays d'Yvois, vers 585, sur une hauteur dédiée au culte de la déesse Arduinna, colline qui domine actuellement les villages environnants de Margut, La Ferté-sur-Chiers, Bièvres et Signy-Montlibert, dans les Ardennes.
Grégoire de Tours, qui l'a rencontré et en fait le récit dans son Histoire des Francs, raconte que cet ermite dresse une colonne à Trèves sur laquelle il s'installe un temps avant d'être poussé à abandonner la pratique, afin d'y rester jour et nuit pour prier et convertir les païens par ce sacrifice. Ayant réussi à faire tomber l'immense statue de la déesse chasseresse qu'on y vénérait, Walfroy construit, sur la hauteur ardennaise  où il a implanté son ermitage, un monastère qui devient un foyer de vie religieuse et un point d'évangélisation de la région. Depuis son passage sur cette «colline inspirée» des Ardennes, Walfroy a laissé son nom à ce mont. Il meurt vers l'an 600, puis est inhumé dans l'église qu'il a construite, où l'emplacement de son tombeau est toujours visible. Par la suite, à l'époque carolingienne, ses reliques sont transportées dans la collégiale d'Yvois, le 7 juillet 979,,,. 
Le Mont Saint-Walfroy est devenu un lieu de culte et de pèlerinage,,. L'ermite est fêté le 21 octobre. Il serait le seul stylite (ermite vivant perché au sommet d'une colonne ou d'un monument) connu en Occident, cette forme de vie religieuse ayant été plus fréquente en Orient.